# Demetri (poeta èpic)
Demetri (en llatí Demetrius, en grec Δημητριος) fou un poeta èpic grec del que en temps de Diògenes Laerci (vers el final del segle II) no quedava res de les seves obres, excepte tres versos sobre diferents persones envejoses, citats per Diògenes Laerci i per Suides (aquest darrer no dona el nom de l'autor).